# Nephrotoma scurra
Nephrotoma scurra là một loài ruồi trong họ Ruồi hạc (Tipulidae). Chúng phân bố ở miền Cổ bắc.

## Hình ảnh

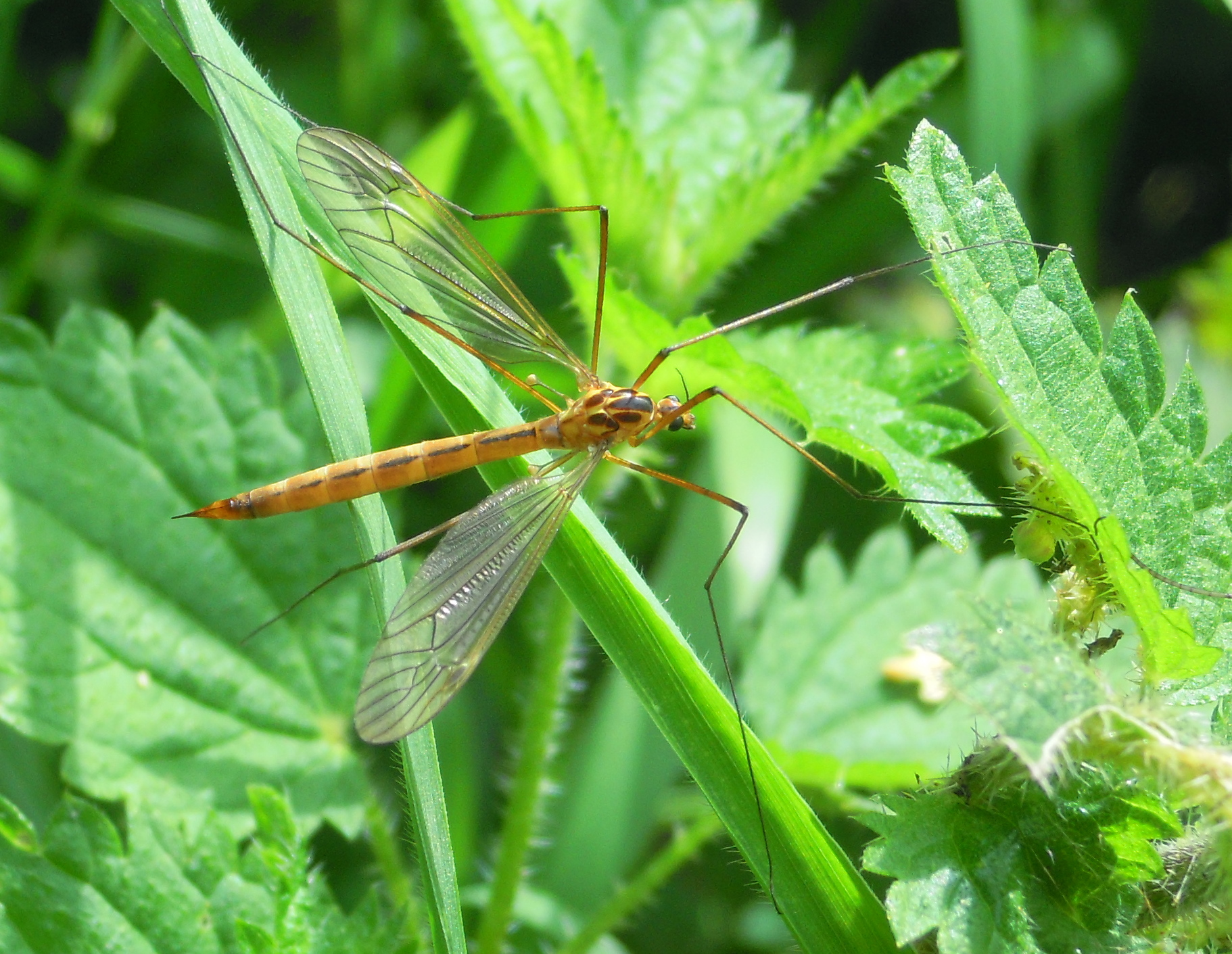
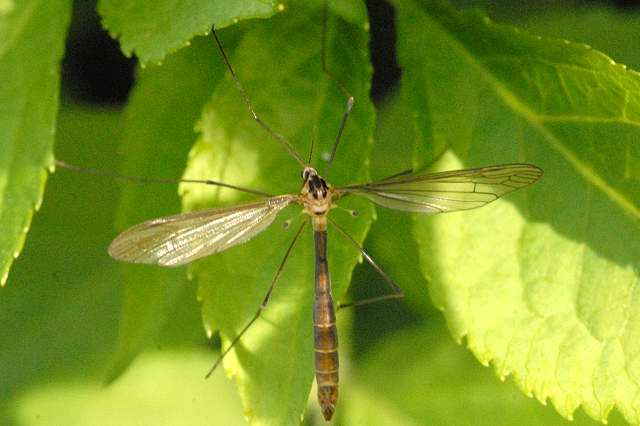

- Tư liệu liên quan tới Nephrotoma scurra tại Wikimedia Commons